# Alectryon tomentosum
Genre
Classification APG III (2009)
Alectryon tomentosum est un arbre de la famille des Sapindaceae
Haut de 15 m, il donne des fleurs crème, roses ou rouges de mai à août. Le fruit est une capsule beige qui contient des graines noires avec un arille rouge comestible arrivant à maturité en hiver.
On le trouve dans le Queensland en Australie.

## Synonyme
- Alectryon tomentosus

## Galerie

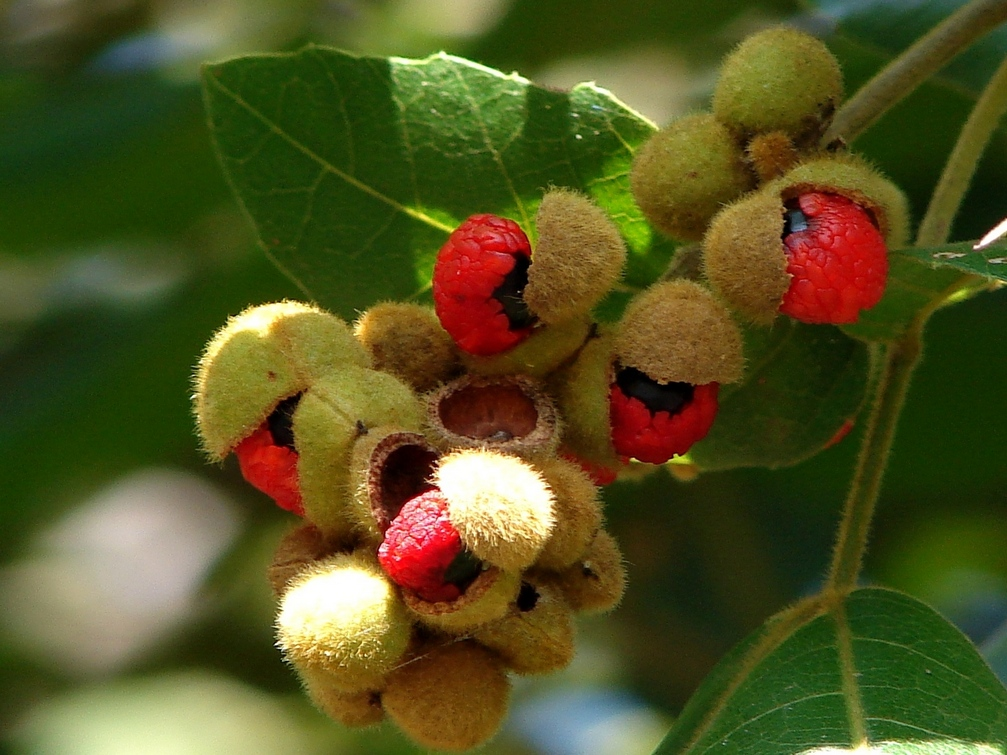
Fruit